# الغور (شرس)

تعديل مصدري - تعديل

الغور هي إحدى قرى عزلة شرس الاسفل بمديرية شرس التابعة لمحافظة حجة، بلغ تعداد سكانها 122 نسمة حسب تعداد اليمن لعام 2004.